# Јасеница (Модрича)
Јасеница је насељено мјесто у општини Модрича, Република Српска, БиХ. Према попису становништва из 2013, у насељу је живјело свега 46 становника.

## Становништво
Према попису становништва из 1991. године, мјесто је имало 579 становника.
| Демографија | Демографија | Демографија |
| Година      | Становника  | Становника  |
| ----------- | ----------- | ----------- |
| 1961.       | 628         |             |
| 1971.       | 553         |             |
| 1981.       | 617         |             |
| 1991.       | 579         |             |